# Севская провинция
Се́вская провинция — одна из провинций Российской империи. Центр — город Севск.
Севская провинция была образована в составе Киевской губернии по указу Петра I «Об устройстве губерний и об определении в оныя правителей» в 1719 году. В состав провинции были включены города Севск, Брянск, Каменный, Карачев, Кромы, Недригайлов, Путивль, Рыльск, Трубчевск. По ревизии 1710 года в провинции насчитывалось 17,5 тыс. дворов.
В 1727 году Севская провинция была включена в состав новообразованной Белгородской губернии.
В ноябре 1775 года деление губерний на провинции было отменено; уезды перешли в непосредственное подчинение губерний.